# Kościół San Giovanni Battista in Bragora
Kościół San Giovanni Battista in Bragora (pol. kościół św. Jana Chrzciciela na Bragorze) – rzymskokatolicki kościół w Wenecji, położony w dzielnicy (sestiere) Castello. Administracyjnie należy do Patriarchatu Wenecji. Jest kościołem parafialnym parafii S. Giovanni Battista in Bragora, wchodzącej w skład wikariatu San Marco–Castello. 
Nosi wezwanie św. Jana Chrzciciela. Znany jako miejsce chrztu Antonia Vivaldiego, co upamiętnia okolicznościowa tablica.

## Historia

### Poprzednie kościoły
Według tradycji kościół św. Jana Chrzciciela na Bragorze założył w pierwszej połowie VII wieku św. Magnus, biskup uciekinier z Oderzo. Według kroniki Dandola Domenico Talonico, biskup Olivolo z połowy IX wieku, przekazał kościołowi relikwie świętego Jana Chrzciciela, wykradzione z prowincji na Wschodzie o nazwie Bragula, od której kościół wziął swoją nazwę. W stuleciach IX i XII świątynia została przebudowana, czego ślady są widoczne w jego wnętrzu.

### Obecny kościół
Ponowna przebudowa kościoła miała miejsce w 1475 roku. W 1481 roku zbudowano kaplicę św. Jana Jałmużnika, w której złożono jego relikwie, przechowywane w świątyni od XIII wieku. Kult tego świętego był na tyle silny, że w 1616 roku powołano przy kościele konfraternię jego imienia. Kaplicę przebudowano w latach 40. XVIII wieku, przypuszczalnie pod nadzorem architekta Giorgia Massari. W trakcie rozległych zmian, jakie kościół przechodził pod koniec XV wieku, architekt Sebastiano Mariani zrealizował trzyczęściowe, dekoracyjne lektorium, oddzielające prezbiterium od nawy głównej. Rozebrano je pod koniec XVI wieku, zgodnie ze zmianami w liturgii, wprowadzonymi przez kontrreformację, mającymi na celu umożliwienie wiernym bardziej bezpośredniego, wizualnego kontaktu z ołtarzem. Dwa filary na planie kwadratu, które pierwotnie stanowiły część lektorium, pozostawiono na miejscu – na początku kolumnady nawy głównej. Natomiast panele dekoracyjne z rozebranej przegrody umieszczono wzdłuż ścian apsydy. Panele i pilastry zdobią klasycyzujące płaskorzeźby z pozłacanymi motywach zwierzęcymi i roślinnymi. Dziełem Marianiego były również dwie kropielnice, z których jedna zachowała się do dziś, w pobliżu drzwi wejściowych, po prawej stronie nawy głównej. Ten sam artysta wykonał w 1492 roku ozdobną, marmurową ramę dla obrazu Cimy da Conegliano, Chrzest Chrystusa, umieszczonego nad ołtarzem głównym. W 1595 roku wenecki rzeźbiarz, Alessandro Vittoria, członek parafii San Giovanni in Bragora, przebudował prezbiterium kościoła. Do ramy, w której znajdował się Chrzest Chrystusa, dodał nowy, marmurowy tympanon, zamknięty w niepełnym półkolu. Na sklepieniu prezbiterium Ottaviano Ridolfi wykonał wystawną sztukaterię ze złoconymi detalami.
11 listopada 1505 roku kościół został konsekrowany przez patriarchę Antonia Suriana.
W 1996 roku dokonano kompleksowej renowacji kościoła ze środków fundacji Save Venice Inc. Prace renowacyjne objęły obrazy i detale architektoniczne.

## Parafia
Niejasny jest czas i okoliczności utworzenia przy kościele parafii, jednak z uwagi na potrzeby kultowe dawnego społeczeństwa, fakt ten musiał mieć miejsce wkrótce po legendarnym założeniu kościoła lub najpóźniej w XI wieku, kiedy to w mieście określone zostały struktury administracyjne, religijne i cywilne, a w oparciu o nie – granice parafii z urzędującymi proboszczami lub kolegiami kapłanów (kapitułami). Kasaty kościołów i klasztorów, wprowadzone dekretami napoleońskiego Królestwa Włoch w latach 1807–1810, doprowadziły do wytyczenia na nowo granic weneckich parafii oraz do zmniejszenia ich liczby z ponad 70 do 30. Kościół San Giovanni Battista in Bragora zachował status kościoła parafialnego, natomiast w skład jego parafii włączono w międzyczasie kościół Sant’Antonin, nadając mu status kościoła filialnego. Od 1807 roku na czele parafii stoi proboszcz mianowany przez patriarchę.

## Związek kościoła z Vivaldim
4 marca 1678 w domu przy położonej w pobliżu kościoła ulicy Calle del Dose urodził się Antonio Vivaldi, który dwa miesiące później, 6 maja został ochrzczony w tutejszym kościele. W rzeczywistości był to jego drugi chrzest, ponieważ po raz pierwszy został on pospiesznie ochrzczony w domu, gdyż uważano, że był zbyt chorowity, by przeżyć. Chrzcielnica, w której został ochrzczony oraz wpis w rejestrze urodzeń zachowały się do dziś.

## Architektura
Kościół w swej obecnej formie pochodzi z ostatniej ćwierci XV wieku. Wyglądem zewnętrznym nawiązuje przypuszczalnie do architektury lombardzkiej, dostosowanej – w zmniejszonej skali – do ówczesnej, miejscowej tradycji, zarówno w samym mieście (Sant'Aponal), jak i na prowincji (Muggia). Kościół ma formę trzynawowej, pozbawionej transeptu bazyliki, przekrytej dwuspadowym dachem. Jego apsydy zamknięte są płaskimi ścianami. Taka forma jest typowa dla miejscowych, późnogotyckich świątyń parafialnych. 

### Fasada
Surowa, pozbawiona dekoracji fasada kościoła podzielona jest pionowo na 3 części, z częścią środkową, zamkniętą dużym łukiem, i częściami bocznymi, zamkniętymi półłukami. Lizeny oddzielające poszczególne części zwieńczono niewielkimi, ceglanymi piramidami. Ściany części bocznych, odpowiadające nawom bocznym, przepruto ostrołukowymi monoforiami, a część środkową – dużym oculusem, umieszczonym w górnej partii. W przyziemiu umieszczono 3 proste portale – większy w części środkowej i dwa mniejsze w częściach bocznych. W lunecie nad portalem głównym widoczne są pozostałości fresku Chrzest Chrystusa. Kształtem fasady przypuszczalnie inspirował się lombardzki architekt Mauro Codussi projektując fasady kościołów San Zaccaria i San Michele in Isola. W 1728 roku dokonano restauracji świątyni ozdabiając jej wnętrze w duchu barokowym.

### Kampanila
Pierwotna kampanila została zbudowana, według niektórych źródeł, w IX wieku. W 1554 roku w jej przyziemiu wbudowano portal. Sama budowla była już wtedy w złym stanie technicznym, więc w 1568 roku rozebrano ją, po czym niezwłocznie odbudowano. Kampanila ta widoczna jest na rycinie Matthäusa Meriana z 1635 roku. Ugodzona piorunem 25 kwietnia 1708 roku została ponownie odbudowana, a w 1826 roku ostatecznie rozebrana i zastąpiona prostą dzwonnicą, istniejącą do dziś. 

## Wnętrze
W wnętrzu widoczne jest przejście od późnego gotyku (korpus nawowy, ukończony w 1479 roku), do wczesnego renesansu (prezbiterium, zrealizowane po roku 1490). Strop ma formę więźby dachowej. Nad wejściem do kościoła wisi płótno Chrystus przed Kajfaszem Palmy młodszego. Rząd arkad oddziela nawę główną od naw bocznych, przy których wzniesiono po dwie kaplice. Przy nawie prawej są to: kaplica św. Jana Jałmużnika, położona przy zakrystii i kaplica Matki Boskiej Bolesnej, obie przypuszczalnie z końca XVI wieku, oraz przy nawie lewej: kaplica św. Józefa z Kupertynu i św. Teresy z Ávili, obie wzniesione w XIX wieku. Na kapitelach kolumn widnieją pozłacane dekoracje, a na łukach arkad – detale malarskie. Ostatnia para filarów przed ołtarzem była niegdyś częścią wspomnianego wyżej, dekoracyjnego lektorium, dzieła Sebastiana Mariani, które rozebrano pod koniec XVI wieku. Kolejne 4 pary kolumn znajdujące się w centrum nawy, z kunsztownie pozłacanymi i rzeźbionymi gotyckimi kapitelami, pochodzą najprawdopodobniej z okresu sprzed przebudowy kościoła, być może z XII wieku.
W kościele został pochowany architekt Giorgio Massari, który zaprojektował kościoły Gesuati i Pietà oraz Palazzo Grassi i który nadzorował w 1745 roku ponowny wystrój kaplicy św. Jana Jałmużnika.

### Prezbiterium

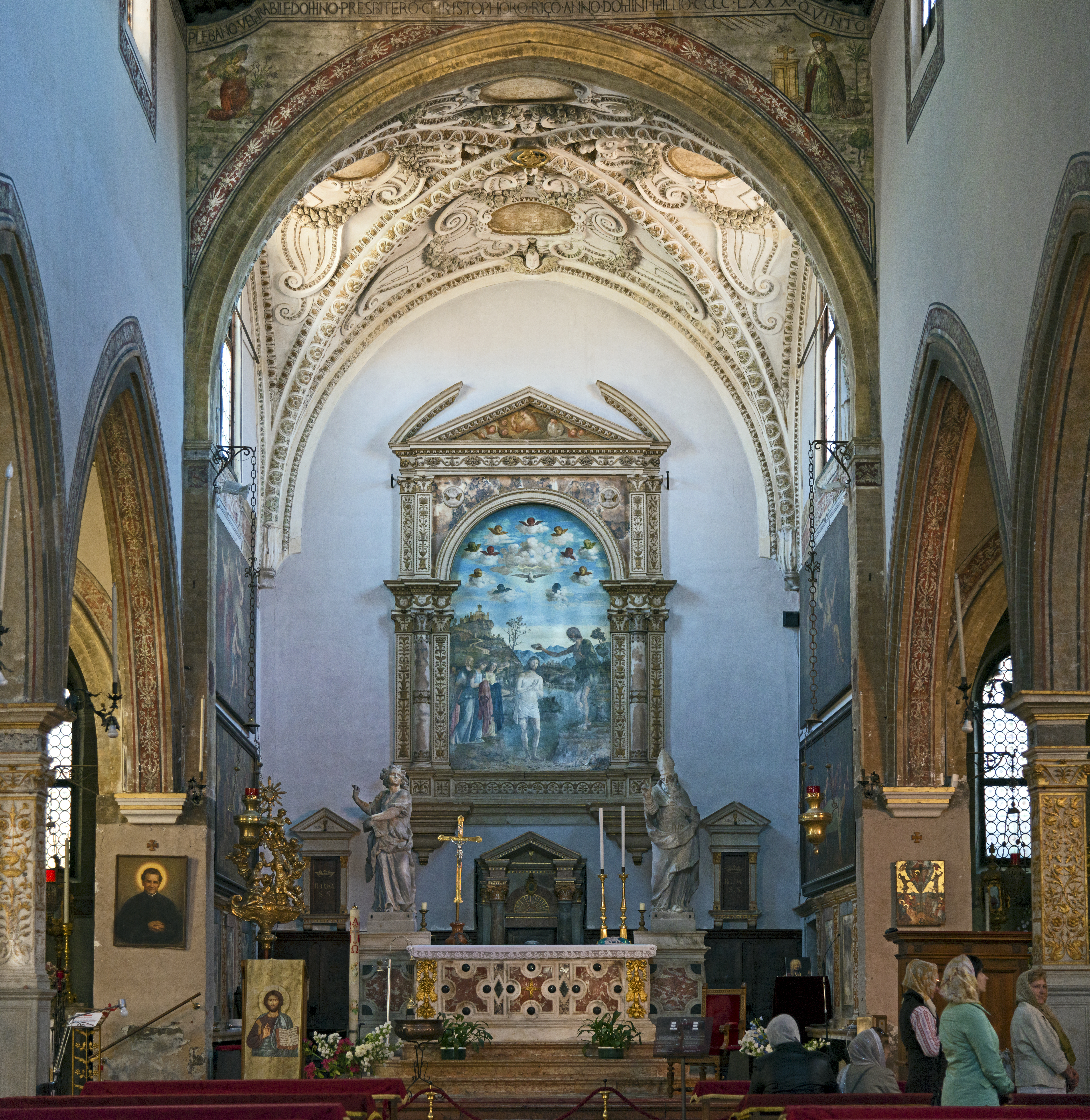
Prezbiterium – ołtarz główny

#### Ołtarz główny
Na ścianie szczytowej, ponad ołtarzem wisi, oprawiony w marmurową ramę, niezwykły, świetlisty obraz Chrzest Jezusa Cimy da Conegliano, namalowany w latach 1492–1494 na zlecenie proboszcza Cristofora Rizza. Obraz był pierwszym zleceniem tego artysty po przybyciu do Wenecji. Jest jednym z najstarszych przykładów obrazu zrealizowanego dla ołtarza, na którym nieprzerwanie się znajduje. Dwa duże, marmurowe posągi, przedstawiające św. Jana Ewangelistę i św. Jana Jałmużnika, flankujące tabernakulum, wyrzeźbił w 1689 roku Heinrich Meyring. Stiuki na sklepieniu prezbiterium zrealizował pod koniec XVI wieku Ottaviano Ridolfi, krewny Alessandra Vittorii. Na prawej ścianie prezbiterium wisi Ostatnia Wieczerza Parisa Bordone, zaś na lewej – Obmywanie nóg Palmy młodszego. Na prawym filarze umieszczony jest obraz Konstantyn i św. Helena przy krzyżu Cimy da Conegliano.

#### Kaplice apsydialne
Prezbiterium flankują 2 kaplice w apsydach bocznych: w prawej kaplica św. Antoniego (Cappella di Sant’Antonio), nosząca przed rokiem 1730 wezwanie Najświętszej Maryi Panny (Cappella di Beata Vergine) i w lewej Kaplica Sakramentu (Cappella del Sacramento). Dwa ołtarze, znajdujące się obecnie w obu kaplicach, pochodzą przypuszczalnie z kościoła Santi Filippo e Giacomo. Na stole ołtarzowym kaplicy Sakramentu stoi drewniany krucyfiks dłuta Leonarda Tedesca. Pierwotnie w kaplicach znajdowały się dwa tryptyki: Madonna z Dzieciątkiem pomiędzy św. Janem Chrzcicielem a św. Andrzejem Bartolomea Vivariniego (obecnie na ścianie prawej nawy, na lewo od bocznego wejścia) oraz Św. Andrzej pomiędzy św. Marcinem a św. Hieronimem Francesca Bissola (obecnie na ścianie prawej nawy, na prawo od bocznego wejścia).

### Zakrystia
W ołtarzu zakrystii znajduje się obraz Zwiastowanie ze świętymi: Janem Ewangelista, Kajetanem z Thieny i Hieronimem, przypisywany Gregoriowi Lazzariniemu, namalowany przypuszczalnie w 1692 roku z okazji rozbudowy zakrystii.

### Nawa prawa
W głębi nawy wisi obraz Zmartwychwstanie Alvise Vivariniego, a nad wejściem do zakrystii Madonna z Dzieciątkiem, XIII-wieczna, płaskorzeźba wenecko-bizantyńska.

#### Kaplica św. Jana Jałmużnika
Kaplica św. Jana Jałmużnika (wen. San Zuane Elemoxinario, wł. San Giovanni Elemosinario) została zbudowana w 1481 roku jako miejsce przechowywania relikwii św. Jana Jałmużnika, które znajdowały się w kościele od 1249 roku, złożone w drewnianej, pozłacanej trumnie, zamienionej w 1326 roku na inną, bardziej ozdobną. Relikwie umieszczono w kaplicy w roku 1494. Wtedy też rozpoczęto prace nad wystrojem wnętrza, które ukończono w roku 1501. Brali w nich udział tacy artyści jak: Alessandro da Caravaggio (ołtarz, sarkofag i ławki dla wiernych) i Leonardo Tedesco. Namalowany pierwotnie dla kaplicy obraz Chrystus błogosławiący Alvise Vivariniego znajduje się obecnie na ścianie lewej nawy. W 1616 roku kaplica stała się siedzibą scuoli San Giovanni Elemosinano. W latach 40. XVIII wieku renowacji kaplicy dokonał Giorgio Massari. W ołtarzu obraz przedstawiający św. Jana Jałmużnika, pędzla Jacopa Marieschiego (XVIII wiek).

#### Kaplica Matki Boskiej Bolesnej
Brak jest dokładnych informacji na temat budowy i dekoracji kaplicy poświęconej Matce Boskiej Bolesnej (Cappella della Beata Vergine Addolorata), nad którą patronat sprawowała pierwotnie rodzina Navagerów. Kapliczka została odnowiona w 1684 roku przez założone w tym samym roku Towarzystwo Najświętszego Różańca (Compagnia del Santissimo Rosario), które z tej okazji zbudowało nowy ołtarz. Na mensie ołtarzowej znajduje się obecnie Pietà, polichromowana rzeźba z terakoty, dzieło XV-wiecznej szkoły niemieckiej. W wyniku przeprowadzonej 1985 roku renowacji z rzeźby usunięto naleciałości malarskie, dodane późniejszych wiekach. Na ścianach zostały niedawno umieszczone dwa obrazy Leonarda Corony, Biczowanie i Cierniem ukoronowanie, które prawdopodobnie miały niegdyś stanowić jeden cykl chrystologiczny z obrazami Palmy młodszego: Chrystus przed Kajfaszem i Obmywanie nóg.

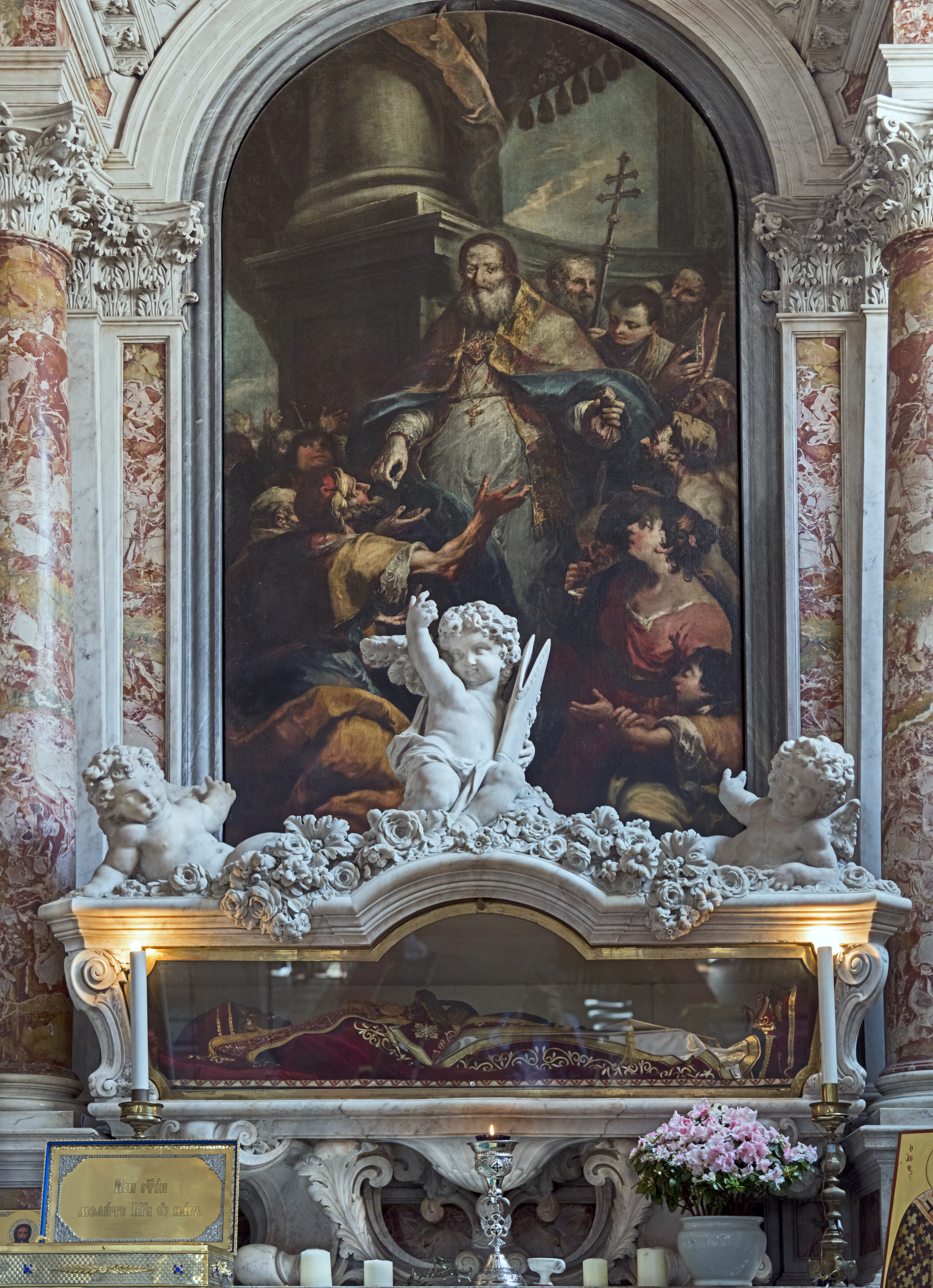
Relikwiarz św. Jana Jałmużnika
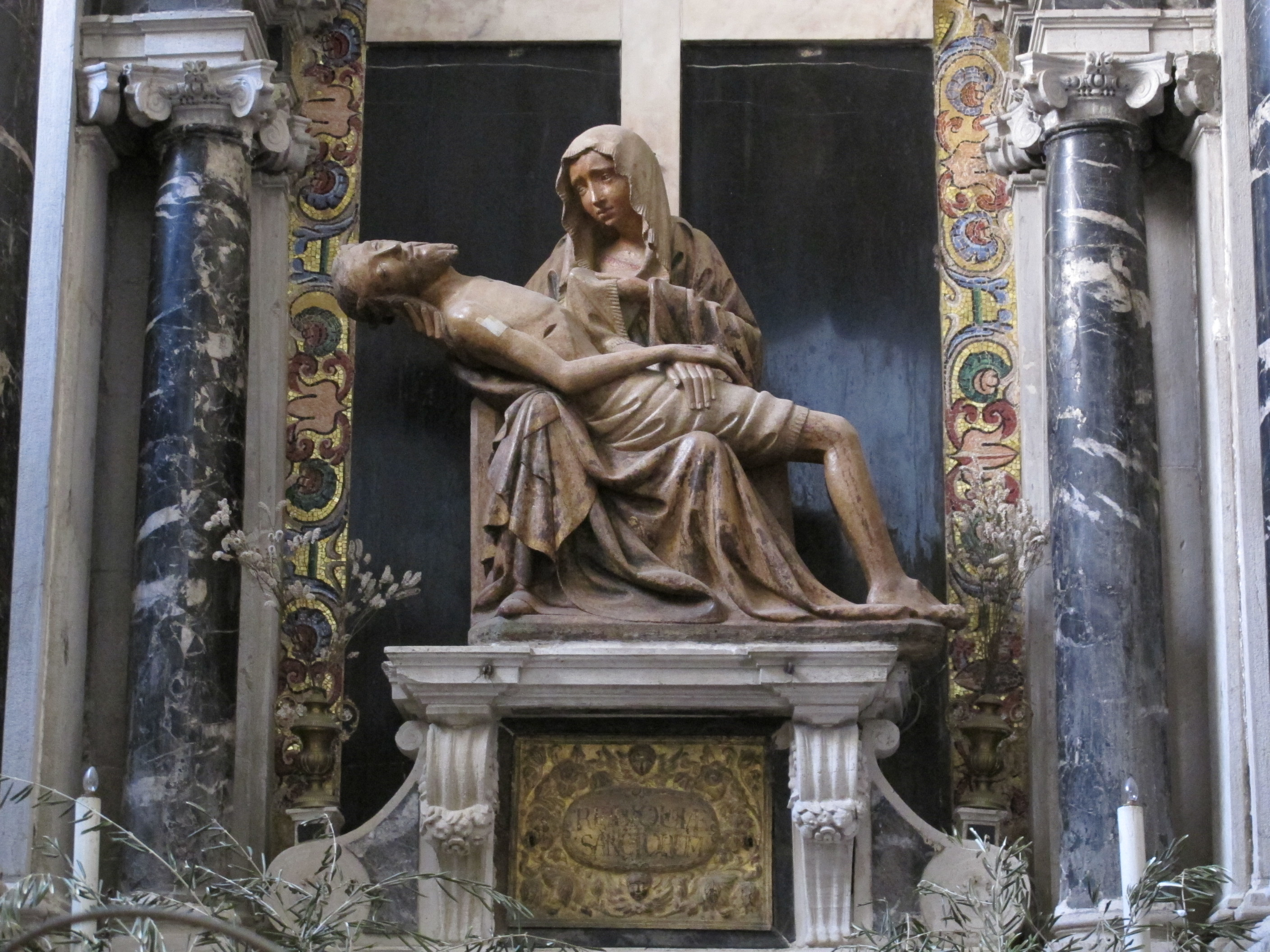
Kaplica Matki Boskiej Bolesnej – Pietà
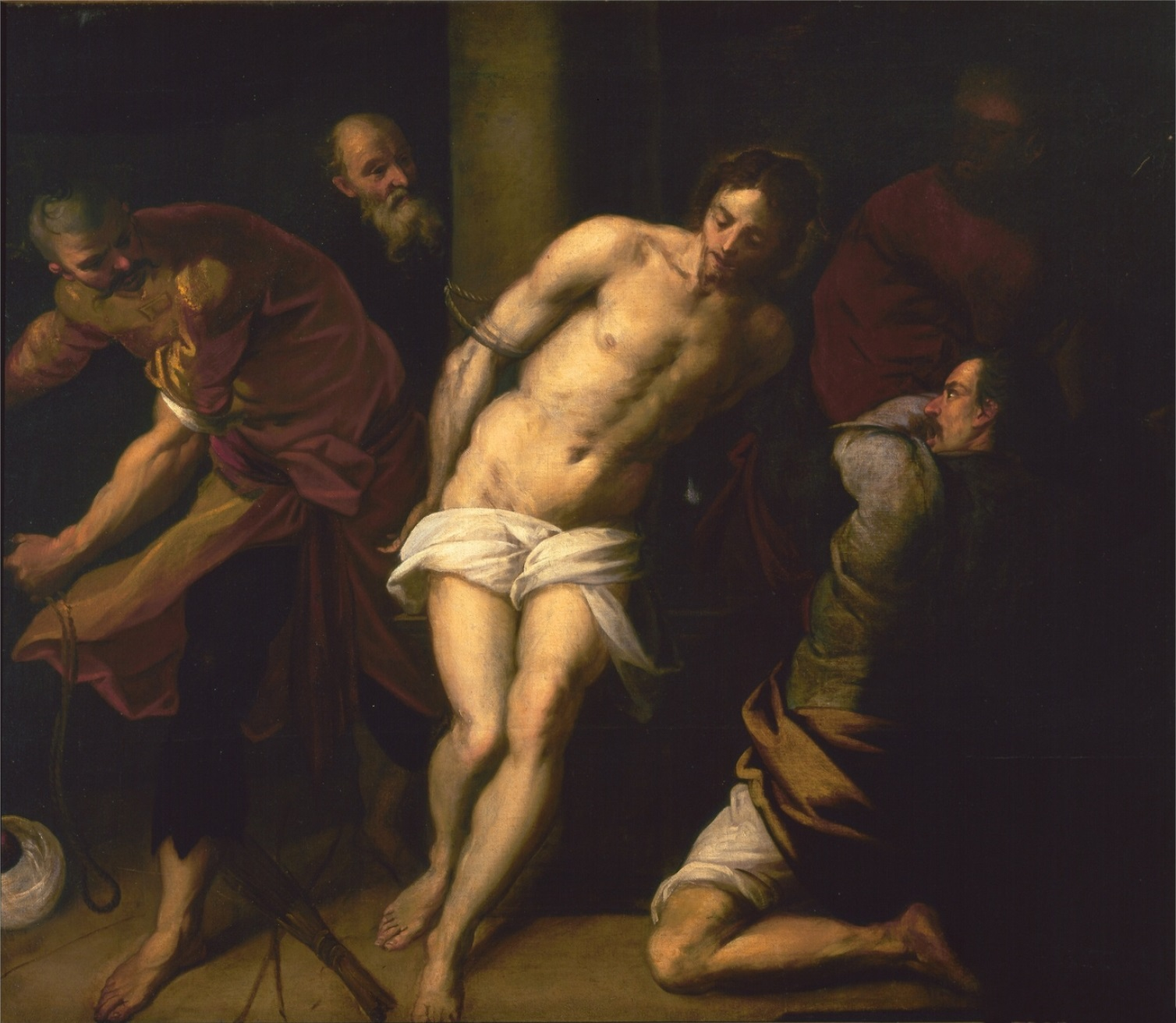
Leonardo Corona, Biczowanie
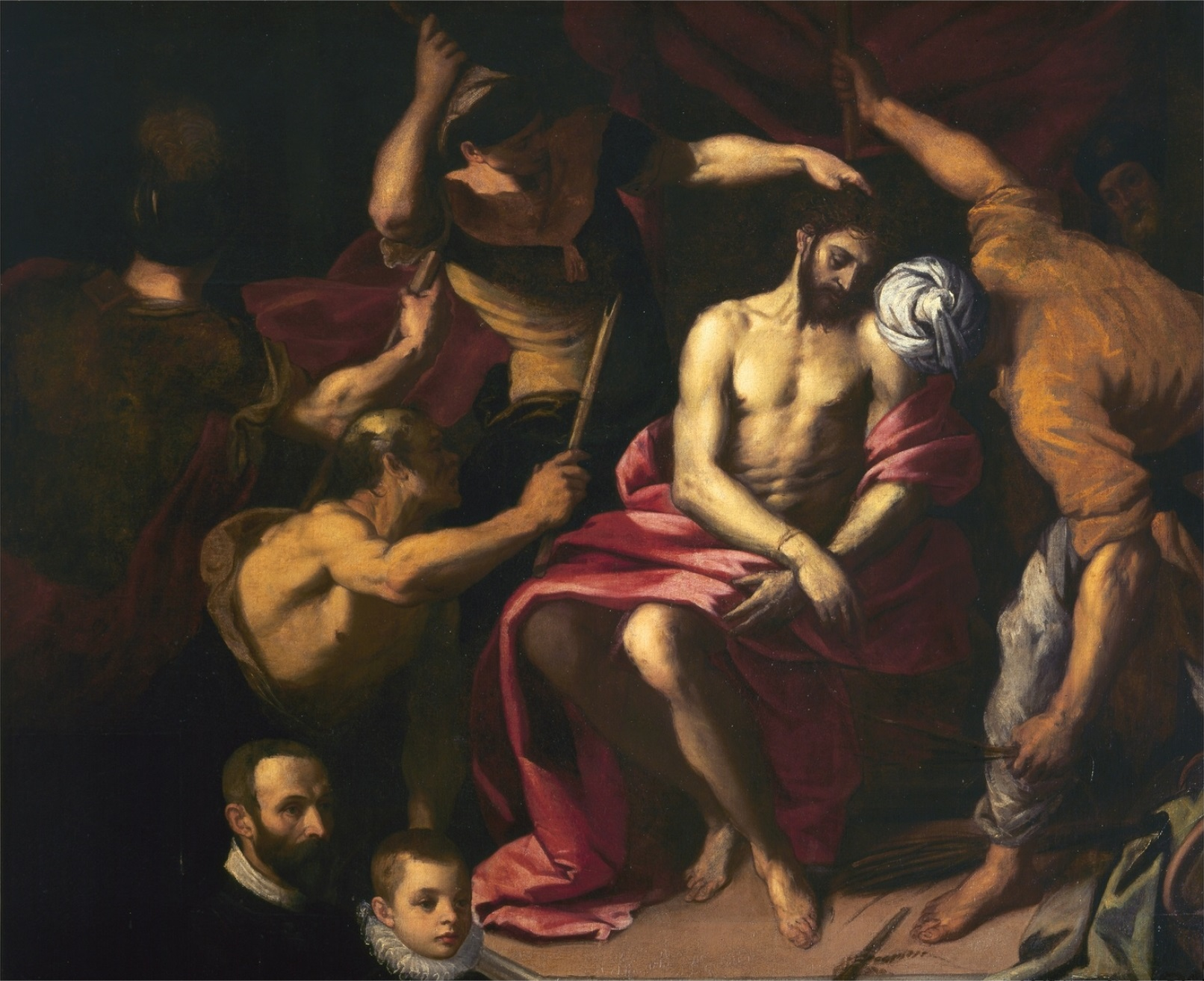
Leonardo Corona, Cierniem ukoronowanie

### Nawa lewa
Na ścianie wisi tryptyk Madonna na tronie z Dzieciątkiem pomiędzy św. Janem Chrzcicielem a św. Andrzejem, podpisany i datowany 1478 przez Bartolomea Vivariniego, pod którym umieszczono 4 niewielkie obrazki Jacobella del Fiore.

#### Kaplica św. Józefa z Kupertynu
Kaplice lewej nawy są rezultatem XIX-wiecznej koncepcji wprowadzenia symetrii do planu kościoła. Pierwsza z kaplic, poświęcona św. Józefowi z Kupertynu (Cappella di San Giuseppe da Copertino), została zbudowana w latach 1834–1835 naprzeciwko kaplicy Matki Boskiej Bolesnej, zajmując częściowo teren przylegającej do kościoła scuoli San Giovanni Battista. W ołtarzu kaplicy znajduje się obraz Św. Bernardyn ze Sieny w glorii ze świętymi: Rochem, Antonim Wielkim, Martą, Wincentym Ferreriuszem i Walentym, namalowany przez Francesca Maggiotta.

#### Kaplica św. Teresy z Ávili
Druga z kaplic, poświęcona św. Teresie z Ávili (Cappella di Santa Teresa d’Avila), pierwotnie nosząca wezwanie Madonna della Pietà, została zaprojektowana jako pendant do kaplicy św. Jana Jałmużnika i zbudowana w latach 1846–1848 jako miejsce przechowywania czczonego przez żeglarzy obrazu Najświętszej Maryi Panny, znajdującego się pierwotnie na moście Pietà i przeniesionego do kościoła przez patriarchę Trevisana w roku 1638. Na lewej ścianie kaplicy wisi XVII-wieczny obraz Św. Mikołaj i sceny z jego życia, a na prawej – Ukrzyżowanie, dzieło bliżej nieznanego artysty kreteńsko-weneckiego przypuszczalnie z II polowy XVI wieku. Przy wejściu do kaplicy, po prawej stronie wisi obraz Madonna z Dzieciątkiem Alvise Vivariniego. Pod oknem znajduje się obraz Chrystus i św. Weronika, dzieło szkoły weneckiej z II połowy wieku, a obok niego Chrystus błogosławiący Alvise Vivariniego.

#### Chrzcielnica
Chrzcielnica, znajdująca się na początku lewej nawy, zmontowana została z wielu części, powstałych w różnym czasie. Najstarsza datowana przypuszczalnie na rok 1430, składa się z ośmiokątnej czaszy umieszczonej na gotyckiej podstawie z czerwonego marmuru i udekorowanej motywem roślinnym przedstawiającym liście akantu. 

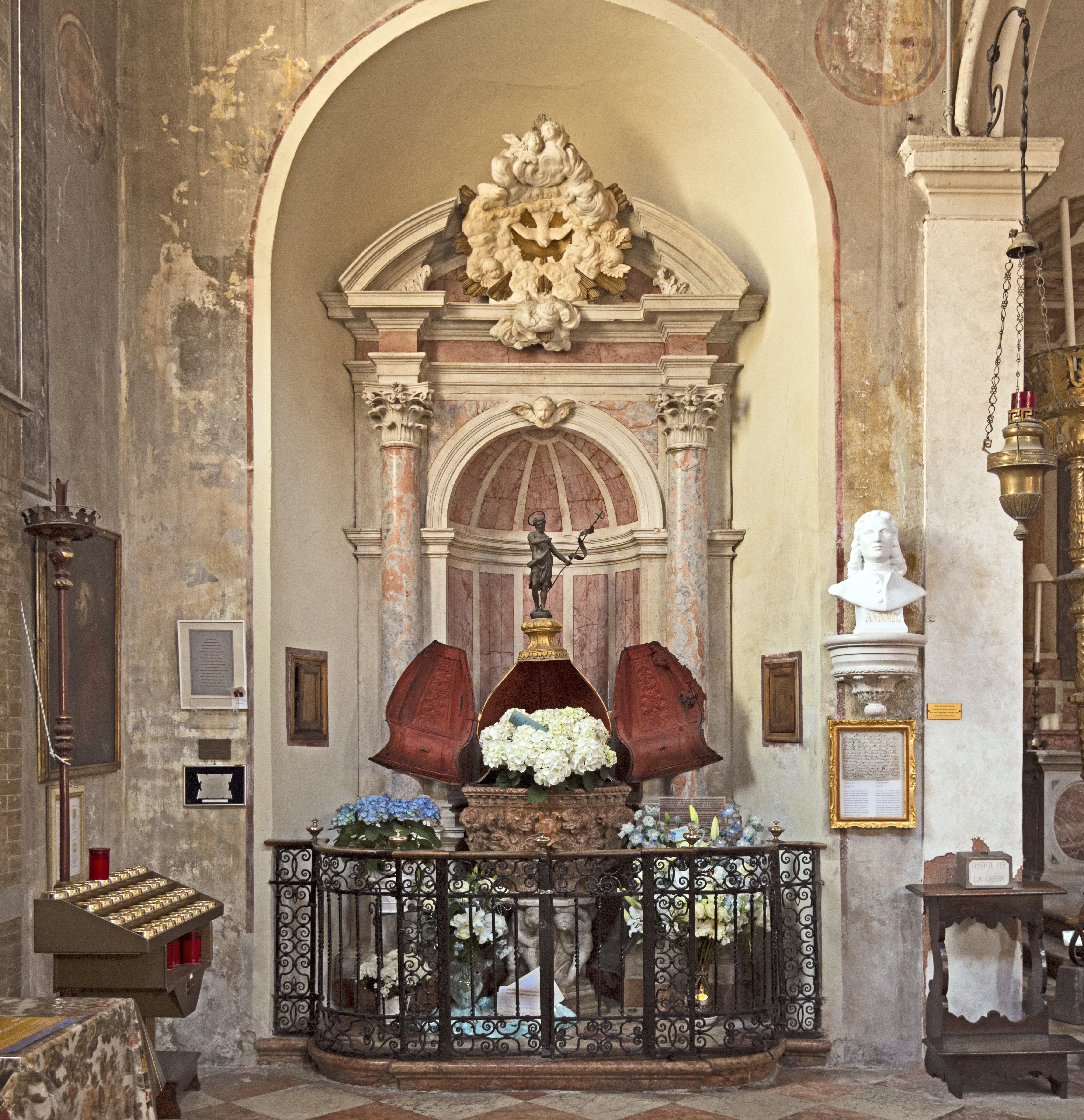
Chrzcielnica Vivaldiego
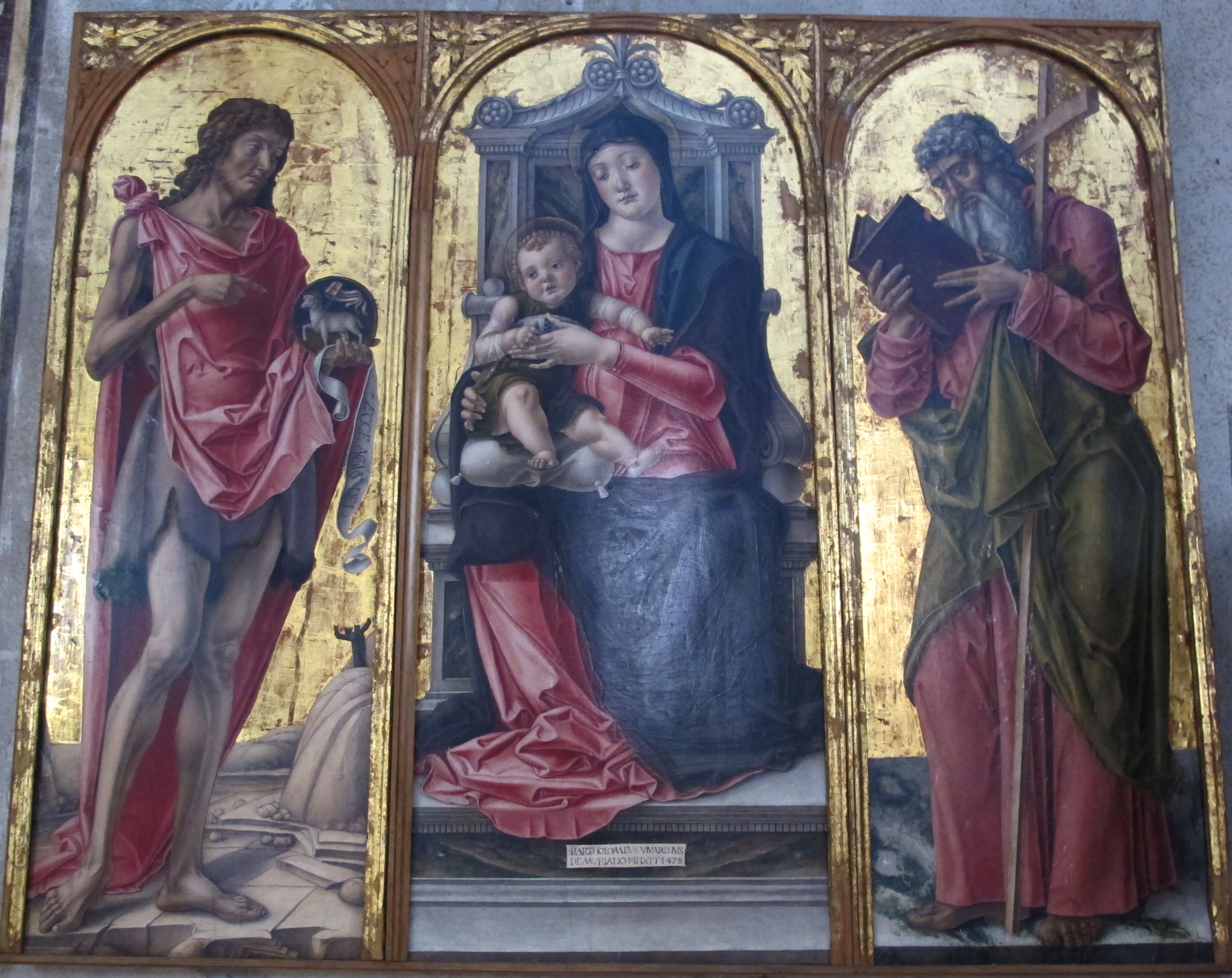
Bartolomeo Vivarini, tryptyk Madonna na tronie z Dzieciątkiem pomiędzy św. Janem Chrzcicielem a św. Andrzejem
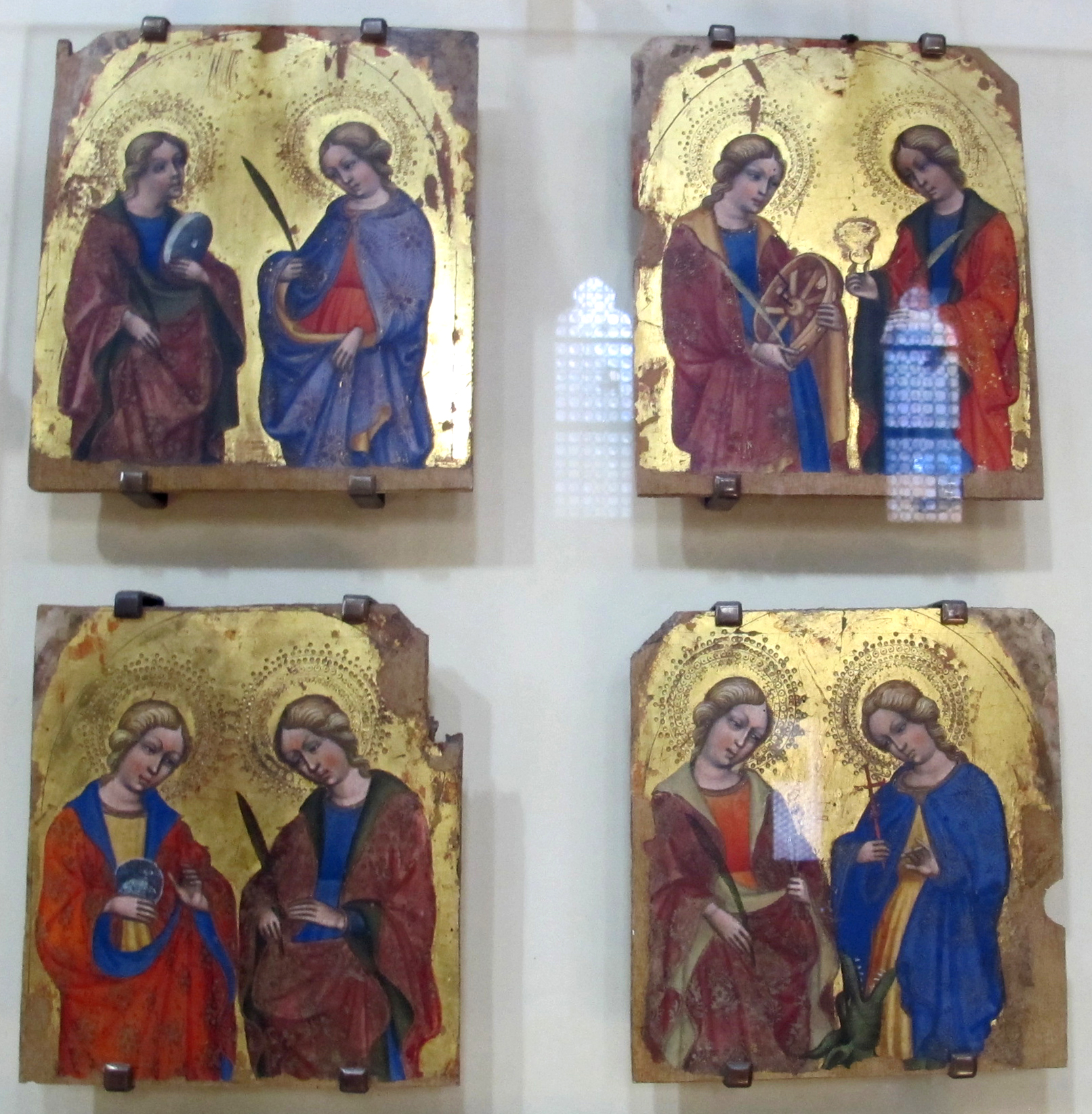
Jacobello del Fiore, wizerunki świętych
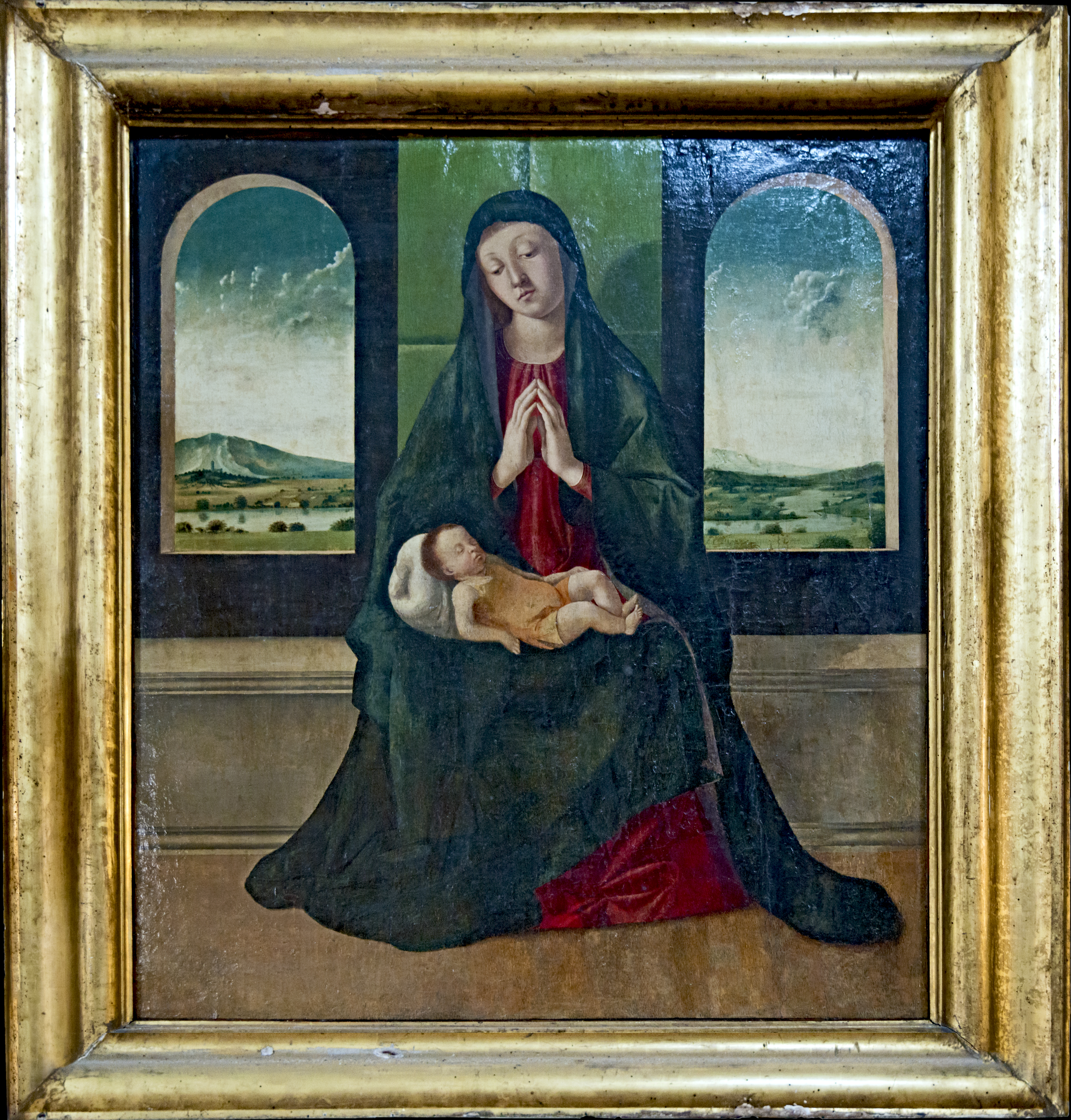
Alvise Vivarini, Madonna z Dzieciątkiem
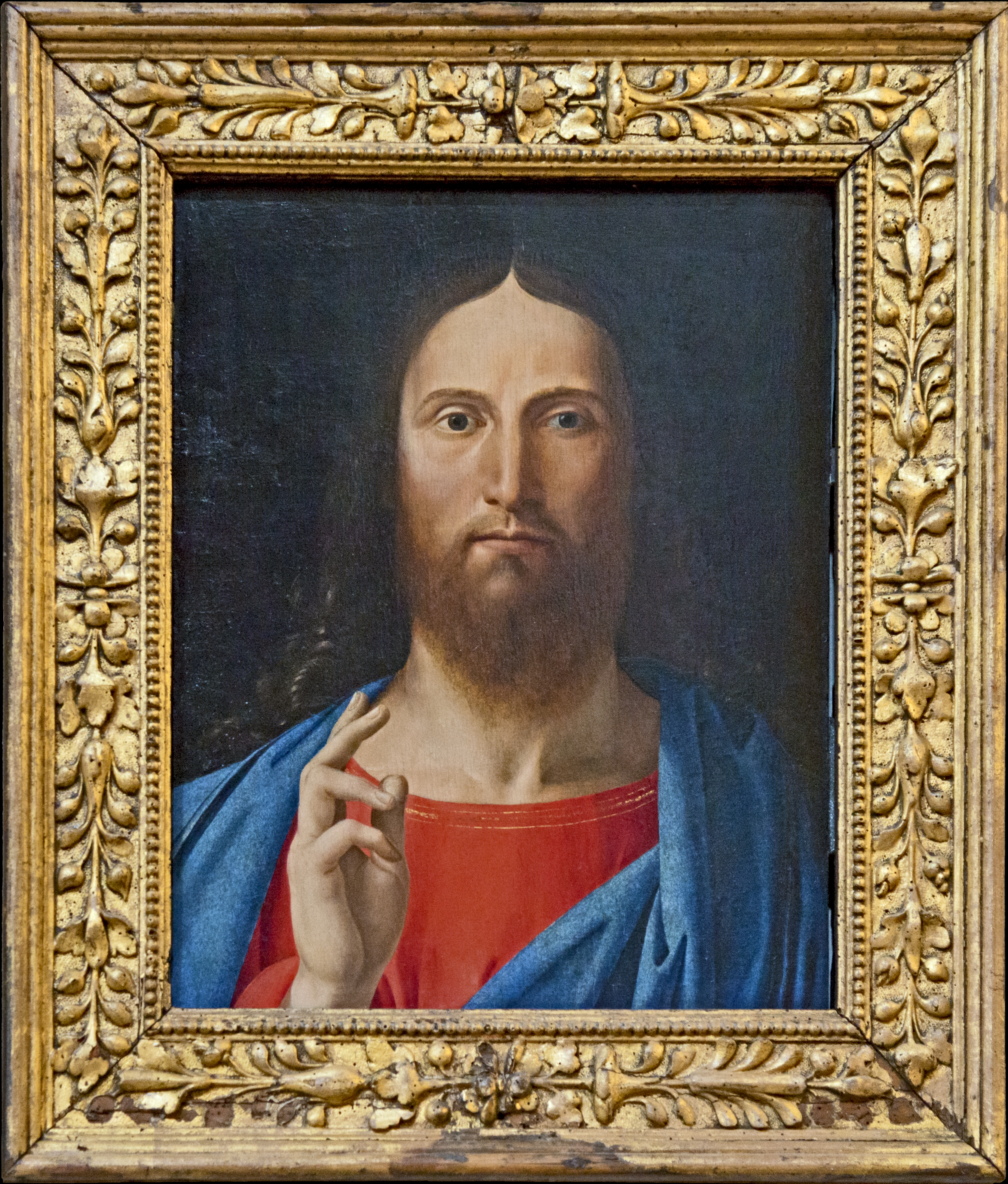
Alvise Vivarini, Chrystus błogosławiący